# Прядиво

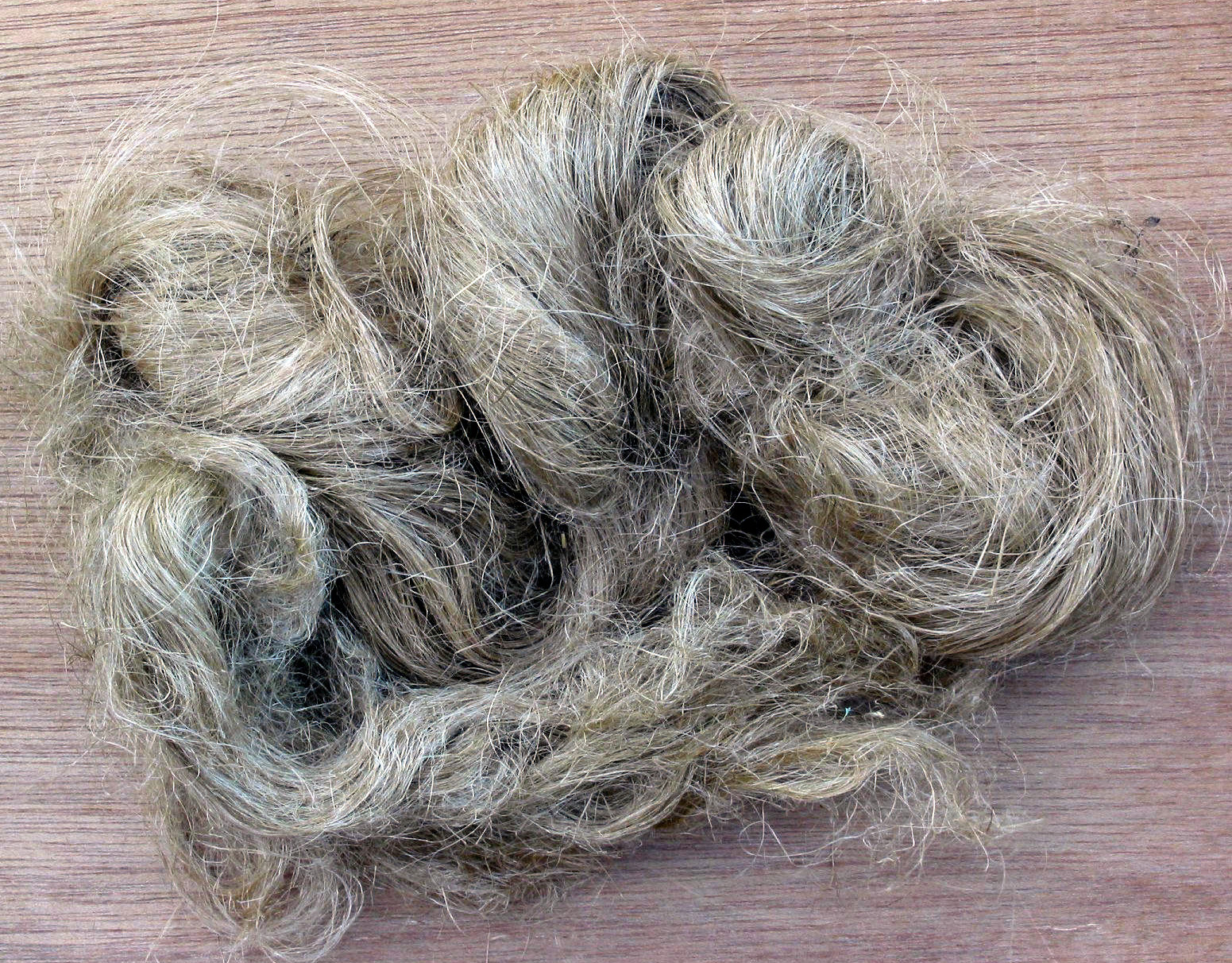
Конопляне прядиво

Пря́диво, конопляне прядиво (заст. пря́діво) — волокна конопель посівних (Cánnabis satíva). Їх відділяють після тривалого замочування стебел рослини у воді.

Коноплі є однією з рослин, що зростають з рекордною швидкістю, через що їх стали використовувати для виготовлення волокон ще в 10-му тисячолітті до н. е.. Ці волокна є сировиною, що потребує подальшої обробки і може бути переробленою на папір, тканини, мотузки тощо. У XX столітті через використання конопель як сировини для виготовлення марихуани контроль за їх культивацією значно посилився, у деяких країнах їх вирощування було заборонене, що, загалом, призводить до деградації коноплярства. Проте в останні роки розповсюдження безнаркотичних сортів конопель допомагає вирішити цю проблему.

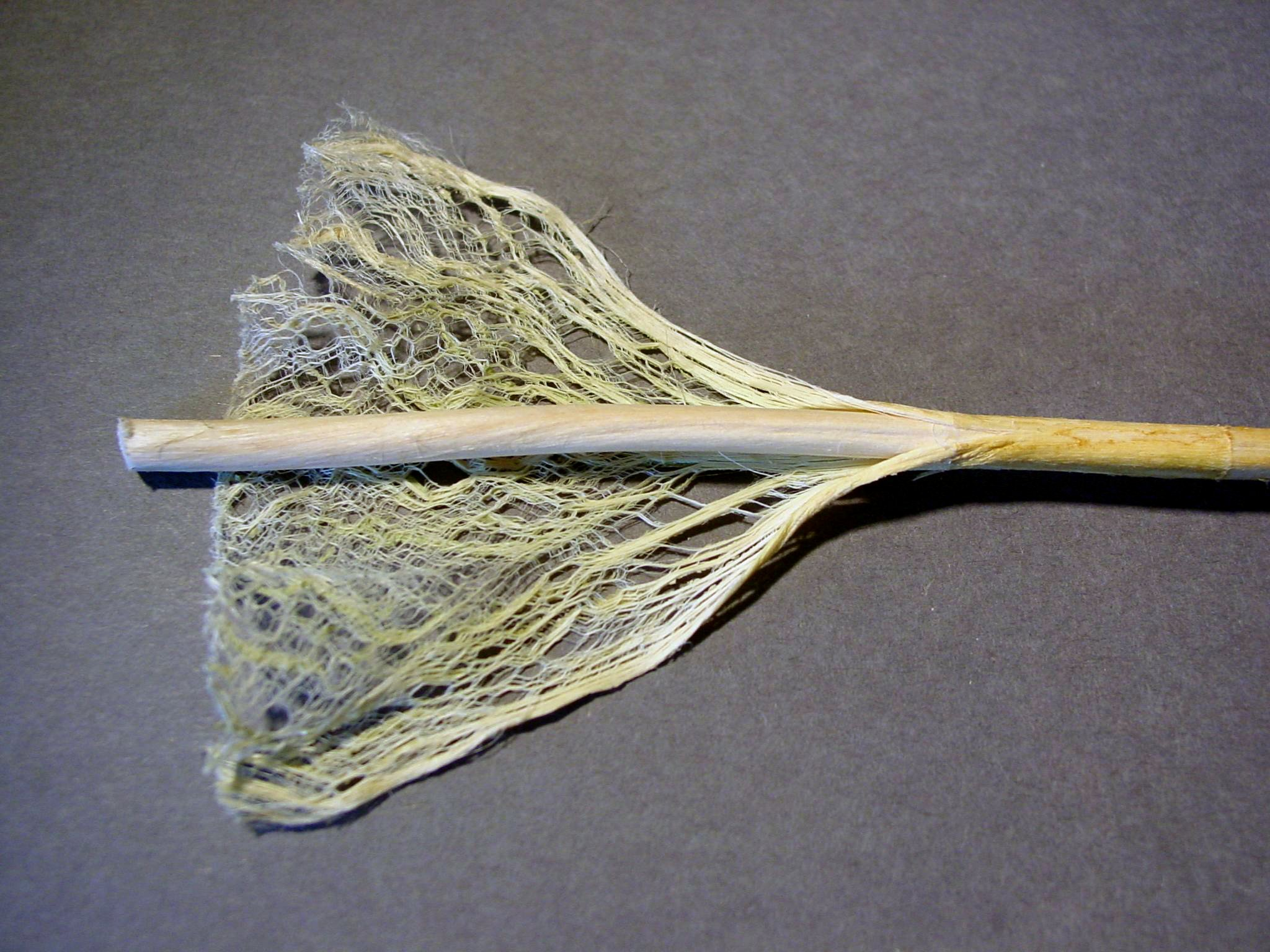
Волокна в стеблі конопель

Грубі волокна, вичищені з сировини під час оброблення прядива, називають клоччям.

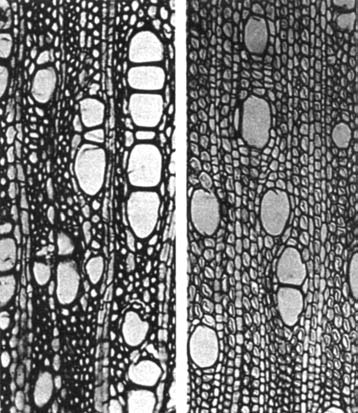
Порівняння структури волокон конопель посівних (зліва) та конопель індійських (справа)

## Історія
Коноплі є однією з найдавніших культурних рослин. Їх вирощують уже 12 тисяч років. Археологи знаходять сліди культивації конопель у прадавній Русі, стародавній Греції, Китаї, Скіфії.

## Виготовлення
Традиційно стебла конопель замочують у воді протягом тривалого часу (іноді декілька років), після чого їх відбивають і вичісують, готуючи кужіль для прядіння. З розвитком технологій, цей процес став механізованим — стебла чавилися спеціальними вальцями, а волокна відокремлювалися дисковими щітками. У наш час прядиво виготовляють шляхом розпарювання стебел під тиском, що суттєво зменшує тривалість процесу.

## Використовування
Волокна конопляного прядива доволі грубі, тому їх використовують там, де важлива міцність і жорсткість. З конопель роблять мішки, полотно, мотузки, линви, доріжки і таке інше. Доволі вживаним конопляне прядиво є в кораблебудуванні (морські троси), завдяки своїй стійкості до солоної води і сонячного проміння (прядив'яні троси). У суміші з бетоном костриця (відходи льону і коноплі після первинної обробки) дає будівельний матеріал костробетон.

## Інші значення
Також слово «прядиво» вживалося в значенні «лляний, бавовняний, вовняний кужіль», «пряжа» або «прядіння».